# Telithromycine
Telithromycine is een semi-synthetisch erytromycinederivaat en het eerste ketolide antibioticum dat beschikbaar is voor klinisch gebruik. Het wordt verkocht onder de naam Ketek en wordt vooral ingezet in de behandeling van longontstekingen die ontstaan zijn als ziekenhuisinfectie.